# Tonje Nøstvold
Tonje Nøstvold (Stavanger, 7 maggio 1985) è una pallamanista norvegese.
Con la maglia della nazionale norvegese ha vinto l'oro olimpico ai Giochi di Pechino 2008 e di Londra 2012.

## Palmarès

### Club
- EHF Cup: 1

FC Midtjylland: 2010-2011
- Campionato danese: 3

FC Midtjylland: 2010-2011

### Nazionale
- Oro olimpico: 2

Pechino 2008
Londra 2012
- Campionato mondiale

 Oro: Brasile 2011
 Argento: Francia 2007
 Bronzo: Cina 2009
- Campionato europeo

 Oro: Svezia 2006
 Oro: Macedonia 2008
 Oro: Danimarca-Norvegia 2010